# Wojciech Jerzy Has
Wojciech Jerzy Has (ur. 1 kwietnia 1925 w Krakowie, zm. 3 października 2000 w Łodzi) – polski reżyser filmowy, scenarzysta i producent. Wykładowca Państwowej Wyższej Szkoły Filmowej, Telewizyjnej i Teatralnej im. Leona Schillera w Łodzi, w latach 1990–1996 rektor tej uczelni. Komandor Orderu Odrodzenia Polski.
Karierę reżyserską Has zaczynał jako realizator socrealistycznych filmów dokumentalnych. W 1957 wyreżyserował swój pierwszy pełnometrażowy film fabularny, Pętlę. Uznawany za jednego z najważniejszych twórców epoki polskiej szkoły filmowej (Pożegnania, 1958, Jak być kochaną, 1962), sławę zdobył jednak przede wszystkim jako realizator późniejszych onirycznych interpretacji uznanych dzieł literackich, wśród nich Rękopisu znalezionego w Saragossie (1964, według Jana Potockiego), Lalki (1968, według Bolesława Prusa) oraz Sanatorium pod Klepsydrą (1973, według Brunona Schulza). W swojej twórczości stale poruszał motywy izolacji, przemijania, przeznaczenia człowieka.
Laureat wielu prestiżowych wyróżnień, między innymi nagród FIPRESCI na Międzynarodowym Festiwalu Filmowym w Locarno (za Pożegnania) oraz na MFF w Bejrucie (za Jak być kochaną), a także Nagrody Jury na Festiwalu Filmowym w Cannes (za Sanatorium pod Klepsydrą).

## Młodość i wykształcenie
Wojciech Jerzy Has urodził się 1 kwietnia 1925 w Krakowie jako syn krakowskiego restauratora. Podczas niemieckiej okupacji ziem polskich studiował w Szkole Handlowej w Krakowie, a gdy ta została rozwiązana w 1943 – w Szkole Przemysłu Artystycznego, w rzeczywistości zakonspirowanej Akademii Sztuk Pięknych . Po zakończeniu II wojny światowej Has kontynuował naukę w ponownie zalegalizowanej Akademii Sztuk Pięknych. W grudniu 1945 zapisał się również na Kurs Przeszkolenia Filmowego, którego kierownikiem mianowany został Stanisław Furmanik. W ramach zajęć Has miał okazję obejrzeć szereg filmów przechwyconych przez Antoniego Bohdziewicza z hitlerowskiego biura propagandy Film und Propaganda, wśród nich Ludzi za mgłą (1938) Marcela Carné, Jej pierwszego balu (1937) Juliena Duviviera, Paracelsusa (1943) Georga Wilhelma Pabsta oraz Iwana Groźnego (1944) Siergieja Eisensteina. W 1946 został asystentem operatora Polskiej Kroniki Filmowej, Jarosława Brzozowskiego, przy filmie Skroplone powietrze (1946). 4 lipca 1946 ukończył Kurs Przeszkolenia Filmowego.

## Twórczość filmowa

### Asystentura, pierwsze projekty (1946–1955)
Praktykę asystenta reżysera Has rozpoczął u Stanisława Wohla przy niedopuszczonym do rozpowszechniania filmie Dwie godziny (1946). Gdy został on ukończony, Wohl zaoferował swego asystenta Jerzemu Zarzyckiemu, który pracował nad filmem Zdradzieckie serce (1947) na podstawie prozy Edgara Allana Poego. Jednakże śmierć odgrywającego główną rolę Stanisława Grolickiego pokrzyżowała plany reżyserowi. Zarzycki zarekomendował więc Hasa Eugeniuszowi Cękalskiemu, który objął opieką artystyczną pierwszy krótkometrażowy film późniejszego twórcy Pożegnań. Harmonia (1947), film eksperymentalny nakręcony z pomocą operatora Adolfa Forberta, spotkał się jednak z dezaprobatą Cękalskiego. Ten oskarżył Hasa o formalizm, który to zarzut uniemożliwiał ówczesnym filmom dalsze rozpowszechnianie. Niezrażony niepowodzeniem projektu Has zdecydował się poświęcić kinu, w związku z czym zrezygnował z kontynuowania studiów na Akademii Sztuk Pięknych.
Zabiegając o realizację Harmonii, Has poznał dokumentalistę Jerzego Bossaka, który wówczas sprawował funkcję szefa artystyczno-programowego Przedsiębiorstwa Państwowego „Film Polski”. Gdy Has wraz ze Stanisławem Różewiczem nakręcił dokument Ulica Brzozowa (1947) poświęcony Warszawie, Bossak – straciwszy w międzyczasie szereg funkcji – najął tego pierwszego jako realizatora przy Wytwórni Filmów Dokumentalnych w Warszawie. Has zdążył stworzyć reportaż Parowóz PT 47 (1949), jednakże gdy przymierzał się do realizacji filmu poświęconego Krakowowi, Bossak został zwolniony ze wszelkich sprawowanych funkcji. Nowa dyrektorka wytwórni Ruta Radkiewiczowa, żona ministra Bezpieczeństwa Publicznego, podczas projekcji filmu Kraków – moje miasto (1950) wyszła bez słowa, a za nią reszta członków kolaudacji. Wkrótce potem Has otrzymał wiadomość, że część filmu, która pokazuje współczesny Kraków, zostanie odrzucona, a część ukazująca przedwojenne miasto – skrócona. Następnie Has przymierzał się do stworzenia filmu Pierwszy plon (1950) na podstawie scenariusza Jana Zelnika o pierwszych żniwach w Rolniczej Spółdzielni Produkcyjnej w Kolnicy. Gdy jednak do Ruty Radkiewiczowej wpłynął donos o pobycie Hasa w jednym pomieszczeniu z inżynier dźwięku niebędącą jego żoną, reżyser został za karę przeniesiony do Wytwórni Filmów Oświatowych w Łodzi. Tamtejszy okres swej twórczości, na który składały się Mechanizacja robót ziemnych (1951), Scentralizowana kontrola przebiegu produkcji (1951), Harcerze na zlocie (1952), Zielarze z Kamiennej Doliny oraz Nasz zespół (1955), Has kwitował po latach sarkastycznie: „Ćwiczyłem po prostu poetykę koparek przedsiębiernych i zasięrzutnych”.
W 1955, na fali osłabienia terroru stalinowskiego oraz doktryny socrealistycznej, powołane zostały pierwsze zespoły filmowe. Kierujący Zespołem Filmowym „Syrena” Jerzy Zarzycki zachęcił do współpracy Edwarda Zajička, z którym Has się przyjaźnił i który zaproponował mu dołączenie do „Syreny”. Scenariusz Danuty Ścibor-Rylskiej pod tytułem Ziemia miał rysy socrealistyczne: wyzyskiwani przez kułaka parobkowie przechodzą do spółdzielni produkcyjnej, gdzie wiodą lepsze życie od niego. Jednakże wykonany przez Hasa scenopis, który znacząco przekształcał socrealistyczny scenariusz, przyczynił się do tego, że przyszłemu twórcy Pożegnań odebrano projekt. Zawiedziony Has wraz z Zajičkiem opuścił „Syrenę”, po czym otrzymał od Ludwika Starskiego propozycję udziału w Zespole Filmowym „Iluzjon”. Has do współpracy zaprosił głośnego wówczas pisarza Marka Hłaskę, po czym obaj przyszli ze wstępnym scenariuszem do kierownika literackiego „Iluzjonu”, Stanisława Dygata.

### Okres polskiej szkoły filmowej (1956–1963)

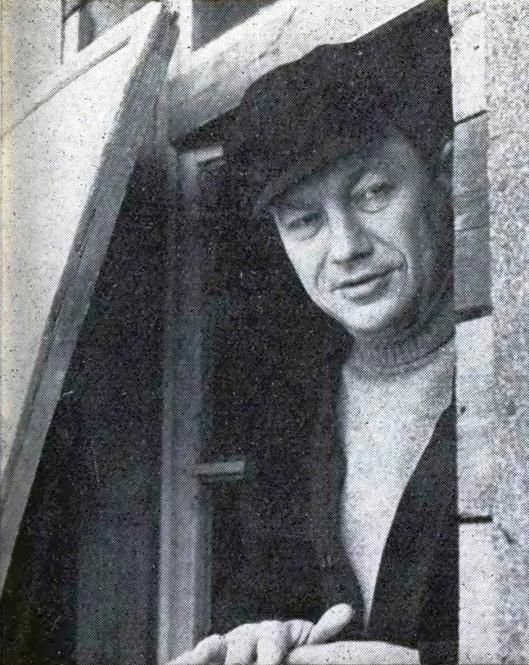
Wojciech Jerzy Has w latach 60.

20 stycznia 1958 na ekranach polskich kin odbyła się premiera pierwszego pełnometrażowego filmu Hasa, Pętli (1957). Powstała ona na podstawie noweli Hłaski pod tym samym tytułem z debiutanckiego zbioru opowiadań Pierwszy krok w chmurach (1956). Jej bohater – alkoholik Kuba – po raz ostatni próbuje zerwać z nałogiem, lecz uświadomiwszy sobie, jakie spustoszenie uczynił już w jego życiu alkohol, popełnia samobójstwo. Scenografie do filmowej Pętli zaprojektował Roman Wołyniec, natomiast za zdjęcia odpowiadał debiutant Mieczysław Jahoda. Debiutem ekranowym była również główna rola Gustawa Holoubka, który zdaniem biografa Hasa, Marcina Marona, „niezwykle sugestywnie odmalowuje na ekranie całą rozpiętość fizycznych i emocjonalnych napięć towarzyszących nałogowemu pijaństwu”. W recenzjach i analizach Pętli uwypuklano jednak przede wszystkim precyzyjną, kolistą strukturę utworu, zdaniem Seweryna Kuśmierczyka przywołującą na myśl wstęgę Möbiusa.
Odniósłszy pierwszy sukces artystyczny dzięki Pętli, Has przystąpił za radą Jahody do adaptacji powieści Dygata pod tytułem Pożegnania (1948). Utrzymany w tonacji ironiczno-sentymentalnej utwór Hasa, ukończony w 1958, przedstawiał losy młodzieńca z zamożnej rodziny (Tadeusz Janczar) oraz fordanserki (Maria Wachowiak) w dwóch krańcowych momentach historycznych: roku 1939 (tuż przed II wojną światową) oraz przełomu 1944 i 1945 (w momencie wkroczenia na ziemie polskie Armii Czerwonej). Tło dla obu momentów historycznych stanowiły zarówno przedwojenny antysemityzm, jak i trauma obozu koncentracyjnego Auschwitz-Birkenau, w którym młodzieniec przeżył pobyt podczas wojny. Pożegnania były pierwszym filmem pełnometrażowym Hasa nagrodzonym za granicą; na Międzynarodowym Festiwalu Filmowym w Locarno film otrzymał nagrodę FIPRESCI, choć został początkowo przyjęty z rezerwą – np. Konrad Eberhardt w chwili premiery zarzucał Pożegnaniom Hasa zbytnią wierność pierwowzorowi literackiemu, lecz już po dekadzie w biografii reżysera przyznał, że owa wierność przysłużyła się dziełu, „w którym dominuje autentyczna nuta nostalgii, związana nieuchronnie z wszelką refleksją nad mijającym czasem”.
W 1959 ukazał się kolejny film Hasa, tym razem będący adaptacją powieści przedwojennego pisarza Zbigniewa Uniłowskiego pod tytułem Wspólny pokój. Treścią powieści była wegetacja młodych, pozbawionych pracy literatów we wspólnym mieszkaniu przy ulicy Nowiniarskiej w Warszawie; Uniłowski odwoływał się przy tym do własnych przeżyć w ramach grupy literackiej Kwadryga. Reżyser wprawdzie zrezygnował z dosadnego tonu powieści, nadając materiałowi wyjściowemu bardziej poetycki charakter, ale zachował komediowe właściwości pisarskiego stylu Uniłowskiego. Wspólny pokój na tle dwóch poprzednich filmów Hasa został przyjęty przez krytyków ozięble. Krytyce podlegały anachroniczny temat, teatralna gra aktorów oraz „jałowy artyzm”. Reżyser protestował przeciwko owym zarzutom, twierdząc, że „film mówi o niesłychanie żywotnym zjawisku, jakim jest marazm, indolencja środowiska twórczego, atmosfera, która potrafi zniszczyć mniej odporną jednostkę. Pracując nad tym filmem myślałem raczej o pewnych dzisiejszych kręgach warszawskich. Czy konieczne było podanie daty na ekranie?”
W 1960 Has na podstawie scenariusza Jadwigi Żylińskiej (wydanego w tomie tejże pod tytułem Dzikie ptaki, 1962, jako nowela) nakręcił film Rozstanie. Opowieść o dojrzałej aktorce, która powraca po latach do miasteczka z czasów swej młodości. Wystawną, nawiązującą do malarstwa romantycznego i impresjonistycznego scenografię do Rozstania, która przypominała projekt wnętrz z Pożegnań, opracował późniejszy wieloletni współpracownik reżysera, Jerzy Skarżyński. Rozstanie spotkało się z umiarkowanym odbiorem; Eberhardt opisywał film jako „dość skromny”, lecz stanowiący swoistą „wizytówkę” reżysera.
W 1961 Has podjął się realizacji filmu Złoto, którego scenariusz nie był już oparty na dziele literackim. Scenariusz doń napisał sam Has wraz z Bohdanem Czeszką. Jak twierdził reżyser Pożegnań, jego projekt miał charakter współczesny: „dawno już myślałem o filmie mocno osadzonym w naszej rzeczywistości”. Nazwisko Czeszki budziło u krytyków przekonanie, iż będą mogli oczekiwać konwencji typowej dla filmu socrealistycznego, jednakże efekt współpracy Hasa i Czeszki był daleki od konwencji „filmu produkcyjnego”. Choć akcja Złota toczy się w odkrywkowej kopalni węgla w Turoszowie, do której niespodziewanie trafia młodzieniec przerażony spowodowanym przezeń wypadkiem samochodowym, realizacja fabuły pozbawiona jest typowych dla tamtego okresu cech filmów przedstawiających środowisko robotnicze. Zamiast tego w Złocie zawarte zostały elementy stylistyki onirycznej, które spolaryzowały krytyków. W momencie premiery film powszechnie uznawano za nieudany, jednak wraz z upływem czasu pojawiły się interpretacje wskazujące na podobieństwa między utworem Hasa a dziełami Jerzego Skolimowskiego i Jeana-Luca Godarda, a nawet na rozsadzenie przez reżysera konwencji filmu socrealistycznego.
W 1962 Has ukończył kolejną adaptację, tym razem opartą na opowiadaniu Kazimierza Brandysa pod tytułem Jak być kochaną. Bohaterka filmu (Barbara Krafftówna) jest aktorką, która dwadzieścia lat po zakończeniu II wojny światowej wspomina swoją nieszczęśliwą miłość do znanego aktora (Zbigniew Cybulski). Ten – mimo że z całym poświęceniem ukrywała go w trakcie wojny po zamachu na volksdeutscha – nigdy nie odwzajemnił jej uczucia. Jak być kochaną była odczytywana jako utwór eksponujący charakterystyczną dla filmów Hasa problematykę czasu, ale przede wszystkim – jako polemika z mitem wojennego bohaterstwa uwidocznionym w Popiele i diamencie (1958) Andrzeja Wajdy. Has zarówno w szyderczy sposób zacytował śpiewaną podczas Wajdowskiej „sceny z lampkami” piosenkę Czerwone maki na Monte Cassino, jak i obsadził w głównej roli męskiej Zbigniewa Cybulskiego. Rola zaś Cybulskiego w filmie Hasa stanowiła antytezę bohaterskiego, gotowego do czynu spiskowca, który w Jak być kochaną okazywał się otyłym, nieogolonym, tchórzliwym kłamcą. Jak być kochaną była powszechnie traktowana jak „ostatni akord polskiej szkoły filmowej”. Po latach Ewa Mazierska pisała, że Has „dokonał tego, za co później chwalony był Rainer Werner Fassbinder – posłużył się melodramatem do dokonania narodowych rozrachunków, w tym wypadku – zmierzenia się z kwestią wojennego bohaterstwa”. Jednakże film doceniano jeszcze w momencie premiery, o czym świadczyło zdobycie przez reżysera Grand Prix na Międzynarodowym Festiwalu Filmowym w San Francisco oraz Złotej Kaczki dla najlepszego filmu 1963 roku.

### Superprodukcje i kameralne dramaty (1964–1973)

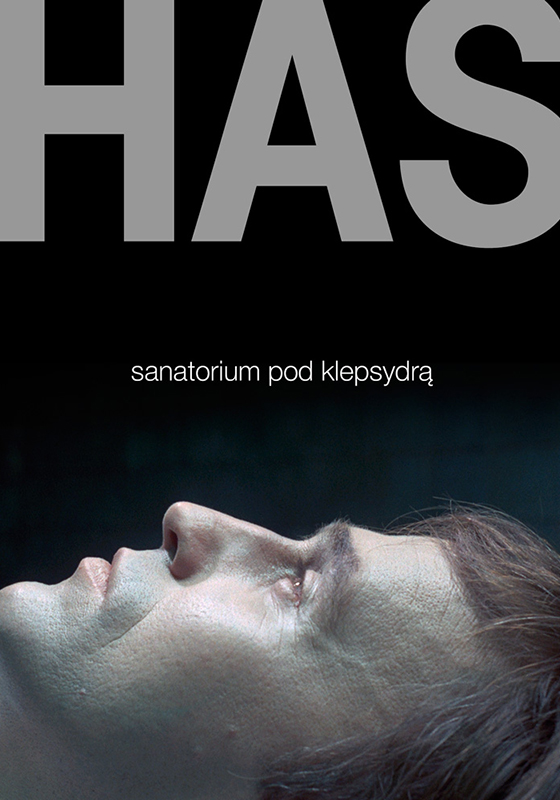
Plakat do filmu Sanatorium pod Klepsydrą autorstwa Tomasza Wójcika

Swój siódmy film fabularny, Rękopis znaleziony w Saragossie (1964), Wojciech Jerzy Has oparł na enigmatycznej powieści Jana Potockiego, wykorzystującej „elementy powiastki filozoficznej, powieści szkatułkowej, opowieści grozy, powieści historycznej, barokowej powieści próby i powieści łotrzykowskiej”. Opracowawszy wraz ze swoimi stałymi współpracownikami – Skarżyńskim oraz Jahodą – drobiazgowy scenopis filmu, reżyser starał się oddać ducha wielowątkowej, wieloznacznej powieści. Realizacja Rękopisu była przedsięwzięciem o randze dotąd niespotykanej w polskiej kinematografii. Widowiskowa superprodukcja, na potrzeby której zatrudniono 187 aktorów (w tym Zbigniewa Cybulskiego, odtwarzającego rolę kapitana gwardii walońskiej Alfonsa von Wordena), wiernie oddawała labiryntową strukturę powieści. Choć początkowo film dezorientował współczesną mu polską widownię, utwór Hasa z czasem – zwłaszcza w Stanach Zjednoczonych oraz Francji – dosłużył się miana filmu kultowego . Marcin Maron pisał, iż „wykorzystując cały arsenał filmu przygodowego i romansu, stworzył Has w swoim dziele frapującą mieszankę fantastyki, egzotyki i realiów epoki przełomu Baroku i Oświecenia, rozgrywającą się w Hiszpanii, którą zresztą w sposób zdumiewająco trafny odtwarzają polskie plenery Jury Krakowsko–Częstochowskiej”.
Po nakręceniu Rękopisu znalezionego w Saragossie Has wrócił jeszcze do problemów poruszanych przez polską szkołę filmową. Szyfry (1966), adaptacja opowiadania Andrzeja Kijowskiego pod tym samym tytułem, ukazywały historię polskiego emigranta (Jan Kreczmar), byłego żołnierza Polskich Sił Zbrojnych na Zachodzie. Wraca on do Krakowa po dwudziestu latach, aby rozwikłać zagadkę niewyjaśnionej śmierci swojego najmłodszego syna, jak się później okazuje – porwanego przez Polaków z konspiracyjnej organizacji bojowej za kolaborację z Niemcami. Rozpadowi dotychczasowego światopoglądu głównego bohatera towarzyszył szereg onirycznych scen, które wzbudzały konsternację wśród krytyków. Eberhardt pisał, że „dotąd mimo ekspresjonistycznych, surrealistycznych tendencji, reżyser ten nie rozdzielał tak jawnie rzeczywistości i arealności”.
W następnym filmie fabularnym Has powrócił do adaptacji kolejnego szczególnego dzieła literatury narodowej. Realizowana od października 1967 do lipca 1968 transpozycja powieści Lalka Bolesława Prusa była jeszcze większym przedsięwzięciem od Rękopisu. Na potrzeby filmu wybudowano we wrocławskiej wytwórni filmowej makietę scenograficzną odtwarzającą fragment warszawskiego Krakowskiego Przedmieścia, które stanowiło miejsce usytuowania sklepu Stanisława Wokulskiego (Mariusz Dmochowski). Pierwotny materiał literacki Has poddał cięciom, koncentrując się na wątku miłości Wokulskiego do Izabeli Łęckiej (Beata Tyszkiewicz) oraz usuwając poboczne wątki, takie jak pamiętnik prowadzony przez subiekta Ignacego Rzeckiego. Lalkę Has zinterpretował nie jako powieść realistyczną, lecz jako modernistyczną, z nagłymi cięciami montażowymi i elipsami narracyjnymi oraz melancholijnym nastrojem, który od początku akcji udzielał się głównemu bohaterowi. Krytycy Lalki okazywali konsternację adaptacją dokonaną przez Hasa. Jak pisała Alicja Helman: „Gdybyśmy nie znali Wojciecha Hasa [...] można by po prostu powiedzieć, że Lalka jest złym filmem. Ale ponieważ znamy Wojciecha Hasa, pozostaje stwierdzenie, że Lalka jest filmem dziwnym”.
Ukończywszy Lalkę, Has rozpoczął przygotowania do nakręcenia transpozycji prozy stanowiącej dlań największe wyzwanie – dwóch opowiadań Brunona Schulza pod tytułami Sanatorium pod Klepsydrą oraz Wiosna. Treść pierwszego z opowiadań Schulza poświęcona jest „zejściu głównego bohatera – Józefa – do krainy śmierci, ale zarazem snu, pamięci i wyobraźni, w poszukiwaniu ojca – Jakuba”. Natomiast Wiosna przybierała bardziej awanturniczy charakter w postaci poszukiwań tożsamości księżniczki imieniem Bianka. Oba opowiadania u Hasa przeplatają się ze sobą, a droga Józefa (Jan Nowicki) nabiera charakteru poznawczego, albowiem jego celem jest przeżycie podczas swej wędrówki doświadczenia mistycznego na miarę lektury Kabały, gdzie teraźniejszość oraz przeszłość są niemożliwe do rozdzielenia. Pod tym względem, jak pisała Małgorzata Jakubowska, Has wiernie odtwarzał atmosferę prozy Schulza. Jednakże reżyser Lalki dodał do pierwowzoru odniesienia do Zagłady Żydów podczas II wojny światowej. Schulzowski świat w ujęciu Hasa jest w stanie rozpadu, począwszy od pierwszej sceny z więźniem na obozowej pryczy aż po ostatnią, w której Józef trafia na cmentarz i schodzi do grobu. Ukończone w 1973 Sanatorium pod Klepsydrą miało – w związku z poruszonymi w nim wątkami Zagłady – problemy z dystrybucją. Gdy Has wysłał film na Festiwal Filmowy w Cannes (gdzie film otrzymał Nagrodę Jury), reżyser otrzymał dziewięcioletni zakaz reżyserii, na co według niektórych interpretacji miało wpływ ukazanie w dziele Hasa antysemickiego pogromu.

### Późna twórczość (1982–1988)

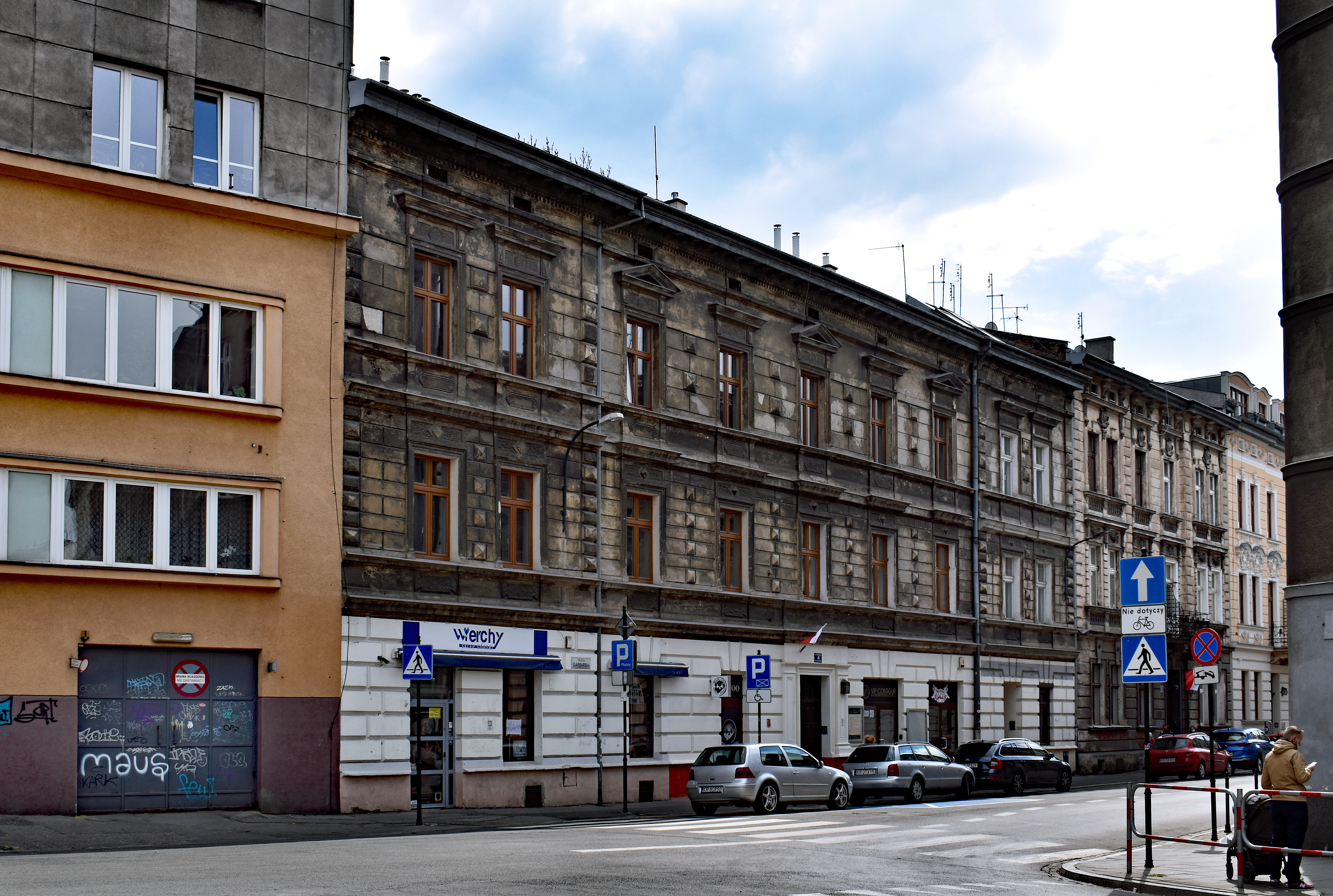
Kraków ul. Garbarska 4.
Kamienica gdzie Has się urodził i mieszkał

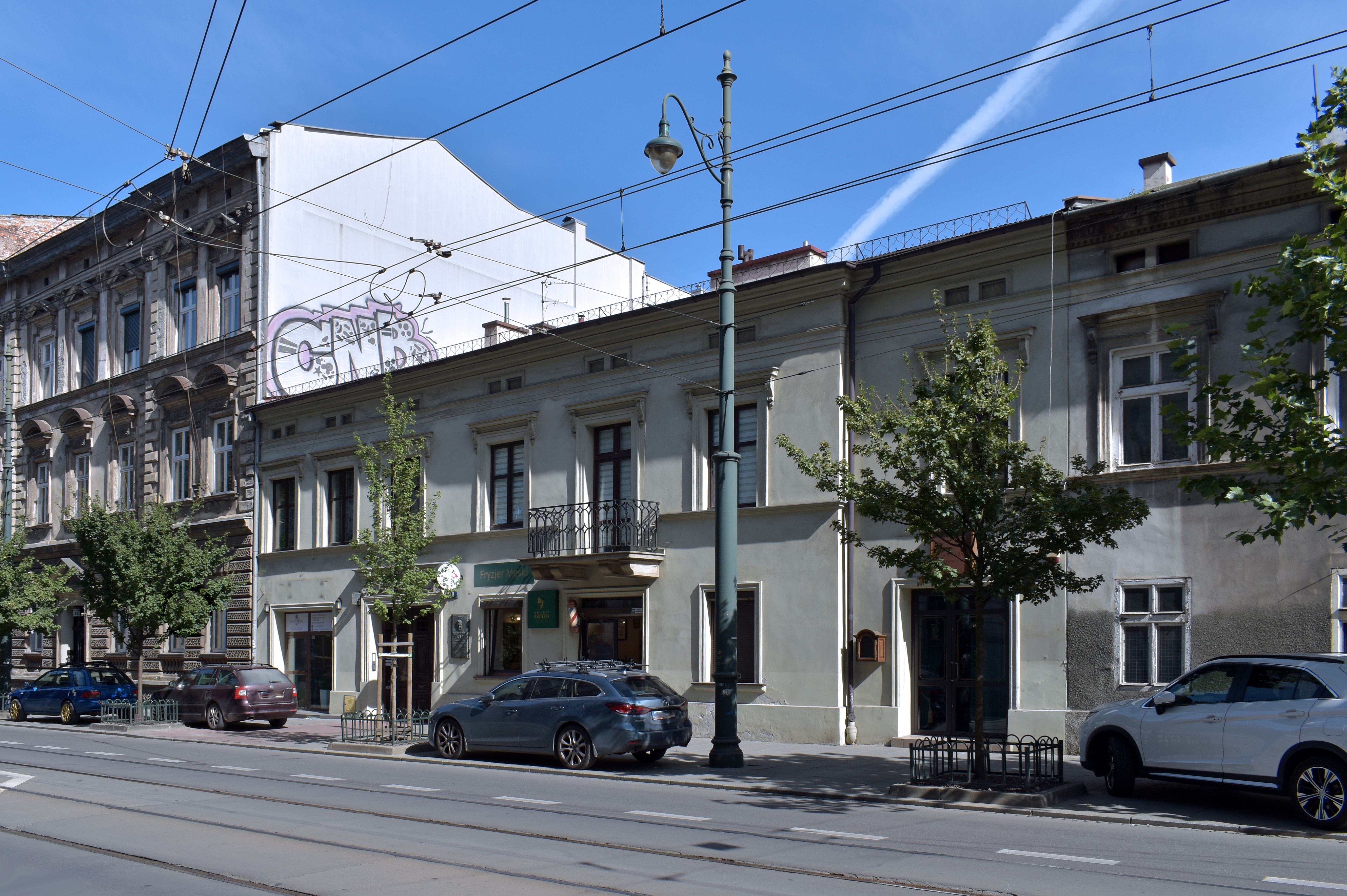
Kamienica przy ulicy św. Gertrudy w Krakowie 19, w której w latach 1940–1964 mieszkał Has. Obok, w kamienicy nr 18 mieszkał Roman Polański

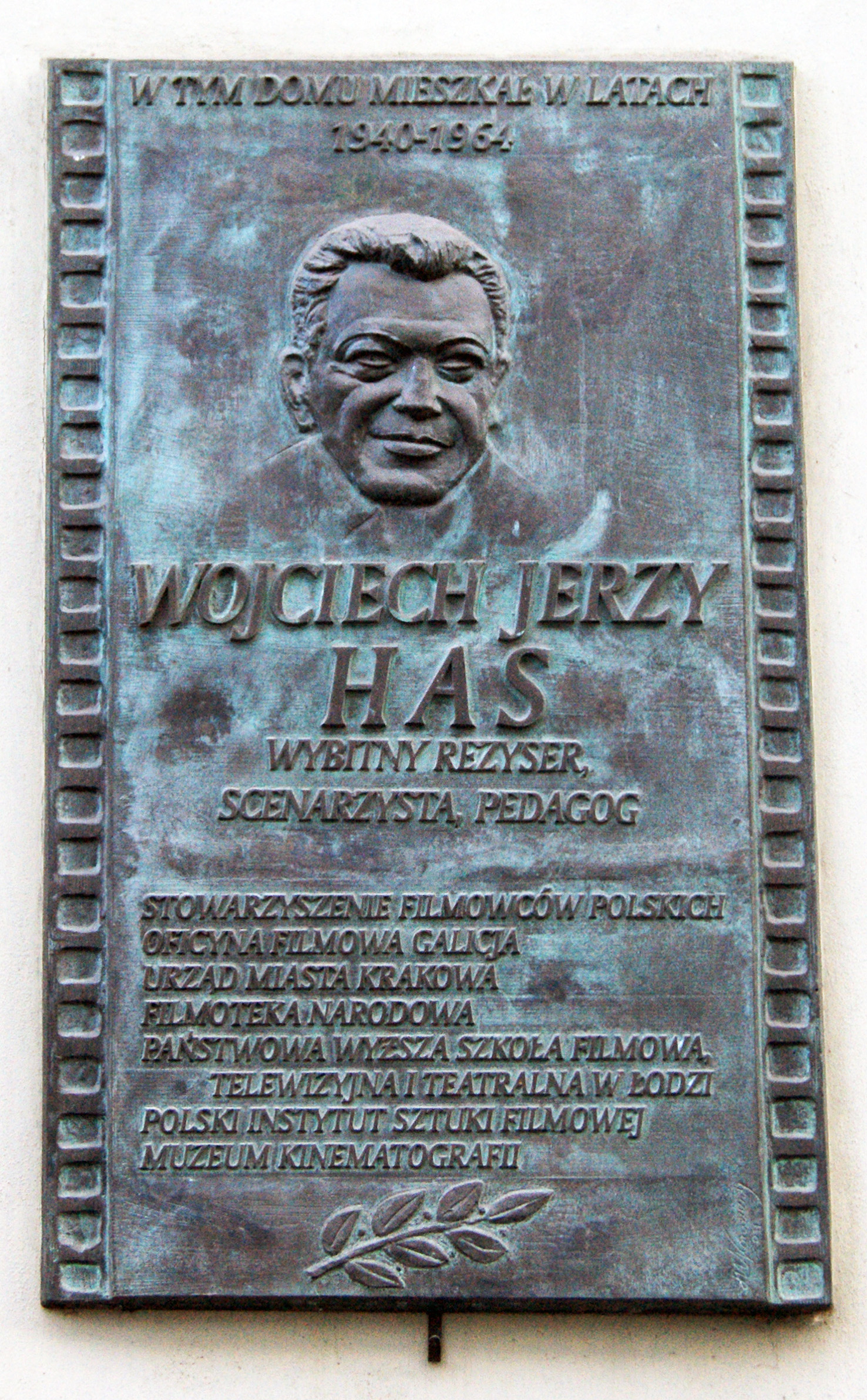
Tablica pamiątkowa na kamienicy w której Has mieszkał (ul. św. Gertrudy)

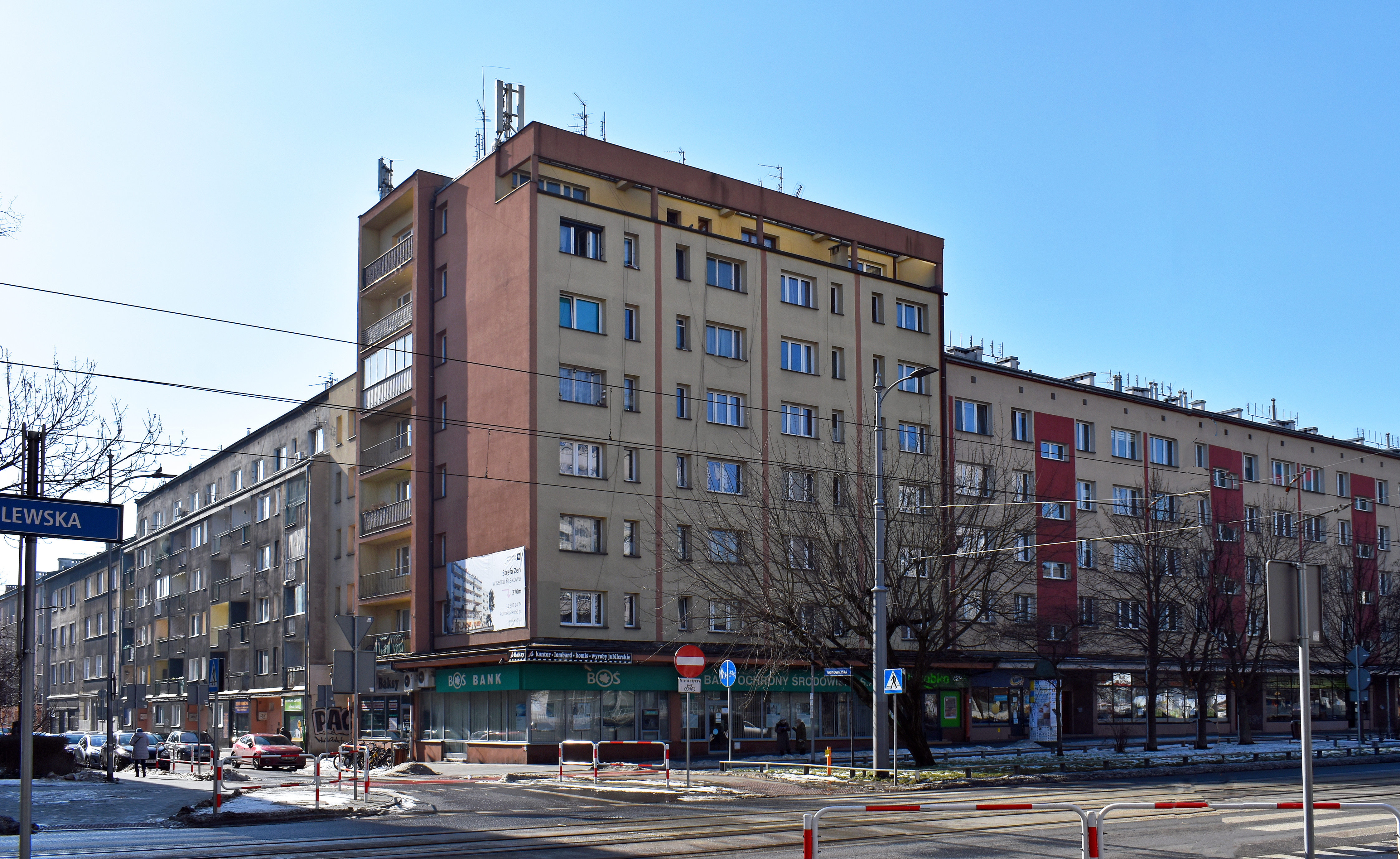
Kraków ul. Królewska 82. Mieszkała w niej Wisława Szymborska w latach 1963–1982. Mieszkał w niej także Wojciech Jerzy Has w latach 1964–1972 (informuje o tym tablica pamiątkowa znajdująca się w banku na parterze budynku)

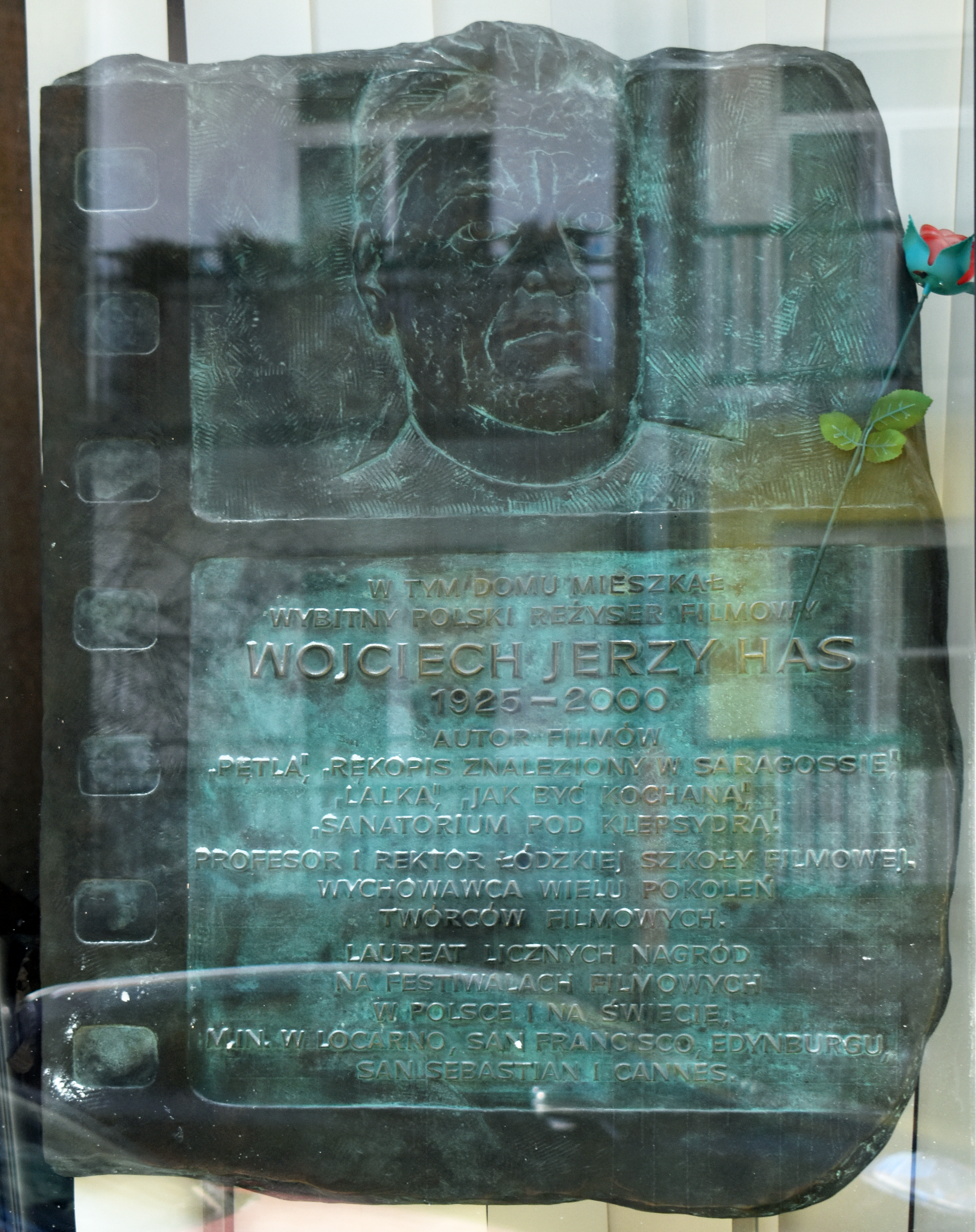
Tablica pamiątkowa w kamienicy w której Has mieszkał (ul. Królewska)

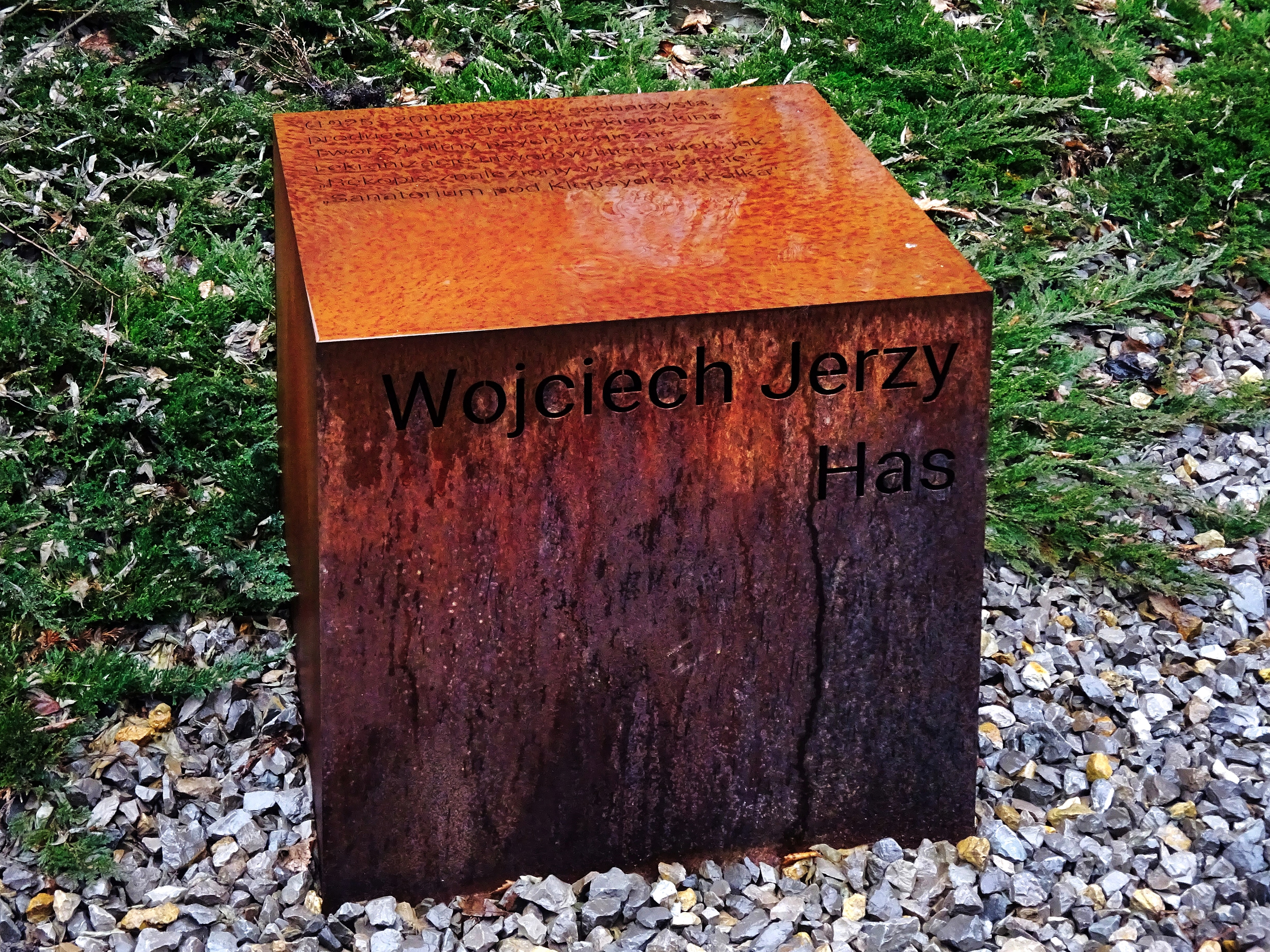
Pomnik-sześcian upamiętniający Wojciecha Jerzego Hasa na osiedlu Wizjonerów w Krakowie

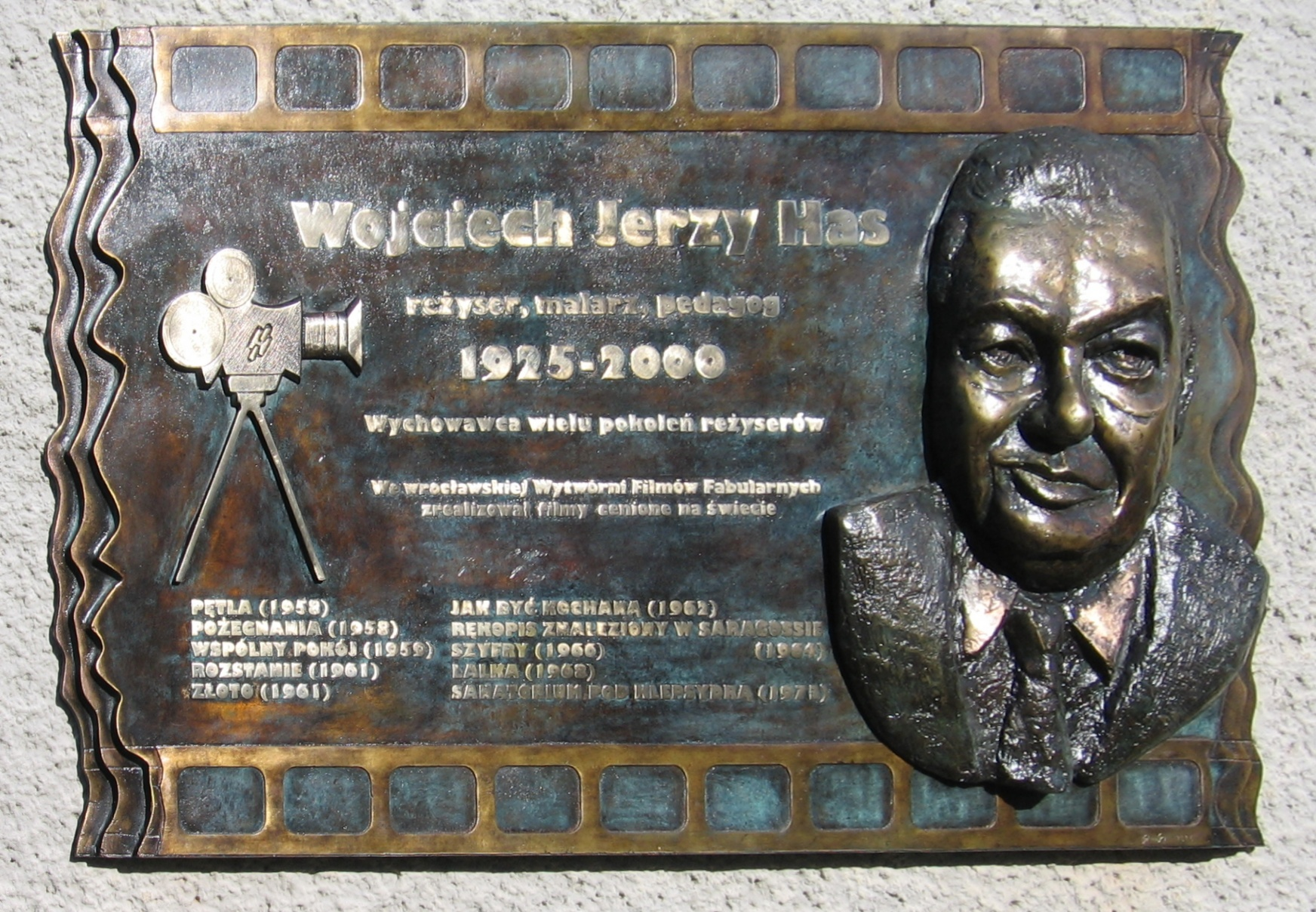
Tablica pamiątkowa przedstawiająca Wojciecha Jerzego Hasa na budynku Wytwórni Filmów Fabularnych we Wrocławiu

Przez dziewięć lat od produkcji Sanatorium pod Klepsydrą Has unikał produkcji wszelkich filmów „na zamówienie”, skazując się na izolację od środowiska filmowego. Dopiero w 1981, otrzymawszy kierownictwo w Zespole Filmowym „Rondo”, podjął się reżyserii noweli Antoniego Czechowa, do której scenariusz napisał już w 1960. Nieciekawa historia (1982), ukazująca kilka miesięcy z życia starego człowieka (Gustaw Holoubek), pozbawiona była eksperymentów z retrospekcjami czy też scenami onirycznymi. Zamiast tego Has powrócił do charakteryzującej jego wczesną twórczość narracji w czasie teraźniejszym. Film został ciepło przyjęty przez krytyków ze względu na wyrafinowany styl plastyczny, jednak recenzenci wskazywali, że Nieciekawa historia wymaga cierpliwości odbiorcy. Zdaniem Marii Malatyńskiej Nieciekawa historia „jest doskonałym przykładem kina kameralnego, intymnego, prowokacyjnego, celowo antyfilmowego”.
Kolejny film wyreżyserowany przez Hasa, Pismak (1984), był adaptacją powieści Władysława Lecha Terleckiego. Bohater filmu, młody literat pochodzenia żydowskiego Rafał, zostaje aresztowany pod zarzutem obrazy moralności i zamknięty w jednej celi wraz z kasiarzem Szpicbródką i zakonnikiem-mordercą Sykstusem, gdzie snuje wizję swojej kolejnej powieści. O ile pierwowzór Terleckiego zawierał jednak sporo odniesień do I wojny światowej, Has zrezygnował ze wszelkich desygnatów miejsca i czasu akcji. Rezultat autorskiej ingerencji wzbudził konsternację krytyków: reżyserowi zarzucano niefortunny dobór materiału źródłowego, którego szpiegowska treść nie przystawała do temperamentu twórcy Sanatorium.
Osobisty pamiętnik grzesznika przez niego samego spisany (1986) był transpozycją powieści szkockiego romantyka Jamesa Hogga z 1824. W powieści Hogga narrator odkrywa znaleziony na początku XIX wieku pamiętnik autorstwa niejakiego Roberta (Piotr Bajor), który datowany jest na sto lat wcześniej, na okres wojen religijnych w Szkocji. Szkatułkowa budowa utworu wydawała się dla Hasa odpowiednim materiałem na adaptację. Podobnie jak w swoich poprzednich utworach, Has zrezygnował z politycznego tła wydarzeń przedstawionych w powieści Hogga, a samej postaci fanatyka Roberta nadał bardziej szlachetne, delikatne oblicze. W porównaniu z Rękopisem, Osobisty pamiętnik grzesznika uznawany był powszechnie za ambitną porażkę Hasa.
Swoją karierę reżysera Has zakończył filmem Niezwykła podróż Baltazara Kobera (1988) na podstawie powieści współczesnego francuskiego pisarza Frédéricka Tristana. Ekranizacja książki powstała w koprodukcji polsko-francuskiej, z międzynarodową obsadą. Tytułowy bohater (Rafał Wieczyński), niedoszły teolog zniechęcony do wiary przez prowadzącego seminarium Rektora (Daniel Emilfork), skłania się ku środowisku drukarzy i wolnomyślicieli ściganych przez inkwizycję. Choć Niezwykła podróż była pokazywana na Międzynarodowym Festiwalu Filmowym w Wenecji, rodzimą polską widownię ogólnie rozczarowywała. Iwona Grodź pisała, iż: „Jest piękna wizualnie, przenikliwa intelektualnie, ale to wszystko już znalazło się w Rękopisie. Has nie posunął swoich rozmyślań w innym kierunku czy w głąb”.

### Niezrealizowany projekt
Od 1975, kiedy Jadwiga Kukułczanka napisała scenariusz potencjalnego filmu pod tytułem Osioł grający na lirze, Has planował jego nakręcenie w koprodukcji polsko-francuskiej. Subwencję na realizację filmu w 1981 przyznało Centre de la Cinématographie, jednak komplikacje związane z ogłoszeniem stanu wojennego w Polsce spowodowały, że współpraca pomiędzy dwoma krajami była niemożliwa. W 1996 Kukułczanka próbowała doprowadzić projekt do realizacji w ramach koprodukcji hiszpańsko-francuskiej, lecz Has ze względu na chorobę oraz obowiązki służbowe nie miał możliwości, by podjąć się reżyserii.

## Działalność edukacyjna
Od 1974 Wojciech Jerzy Has był pracownikiem naukowym na Wydziale Reżyserii Państwowej Wyższej Szkoły Filmowej i Telewizyjnej w Łodzi. W 1989 objął na rok funkcję dziekana Wydziału Reżyserii, natomiast w latach 1990–1996 sprawował funkcję rektora uczelni. Wśród filmów objętych przezeń opieką artystyczną znajdują się Indeks (1977) Janusza Kijowskiego, Żaglowiec (1985) Sławomira Kryńskiego, Nie bój się (1985) Filipa Zylbera, Dwie drogi (1991) Renaty Mazur, Listopad (1992) Łukasza Karwowskiego, Rozmowa z człowiekiem z szafy (1993) Mariusza Grzegorzka, Podróż na wschód (1994) Stefana Chazbijewicza, Spóźniona podróż (1996) Wojciecha Żogały, Gąszcz (1997) Małgorzaty Burzyńskiej-Keller, Torowisko (1999) Urszuli Urbaniak oraz Szczęśliwy człowiek (2000) Małgorzaty Szumowskiej.
Has odznaczał się szczególnym podejściem do swoich studentów. Wśród ćwiczeń, które przeprowadzał ze studentami, znajdowało się tworzenie tzw. hasówki: mastershotu z przebitkami kręconymi kamerą 35 mm, z udziałem zawodowych aktorów. Robert Gliński opisywał swego wykładowcę następująco: „Niepokorny, złośliwy, wymagający – był dla studentów mistrzem i autorytetem. Nie zgadzaliśmy się z nim albo, odwrotnie, chcieliśmy go naśladować. Nie sposób było przejść obok niego obojętnie”.

## Życie prywatne, śmierć

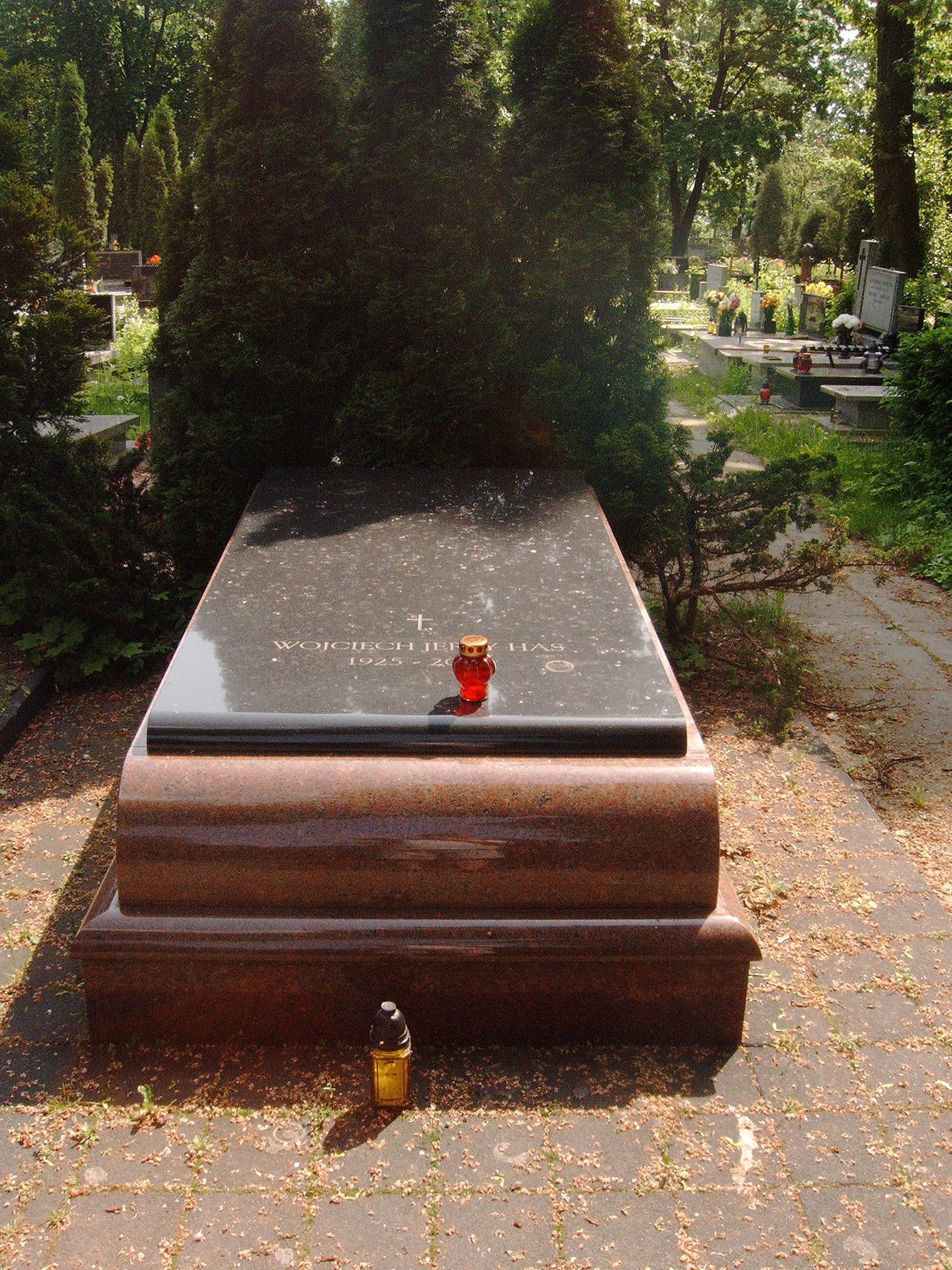
Grób Wojciecha Jerzego Hasa, cmentarz komunalny na Dołach w Łodzi, 21 maja 2007

Wojciech Jerzy Has był trzykrotnie żonaty. Jego pierwsza żona nosiła imiona Bronisława Elżbieta; po rozwodzie z reżyserem opuściła Polskę i wyjechała wraz z synem Markiem do Szwecji. Za drugim razem ożenił się z Jadwigą Krawczyk, z którą małżeństwo również skończyło się rozwodem. Potem Has związał się nieformalnie z Barbarą Lewandowską, która była montażystką trzech jego filmów (Nieciekawej historii, 1982, Pismaka, 1984, Osobistego pamiętnika grzesznika, 1985), zanim zmarła w 1985. Jej śmierć reżyser przeżył szczególnie. Jego trzecią żoną była Wanda Ziembicka, z którą związek trwał aż do śmierci Hasa. Przez kilkanaście lat trwała przyjaźń pomiędzy Hasem a Małgorzatą Burzyńską-Keller i Sławomirem Kryńskim, którzy towarzyszyli reżyserowi w ostatnich dniach jego życia.
Wojciech Jerzy Has zmarł 3 października 2000 w  Uniwersyteckim Szpitalu Klinicznym nr 1 im. Norberta Barlickiego w Łodzi. Początkowo planowano jego pochowanie na cmentarzu Rakowickim w Krakowie, jednak ostatecznie ceremonia pogrzebowa odbyła się 10 października 2000 w alei zasłużonych na cmentarzu komunalnym na Dołach w Łodzi.

## Styl filmowy
Wojciech Jerzy Has jest zaliczany do przedstawicieli polskiej szkoły filmowej. Jednakże, jak zauważa Maron, „myślenie Hasa sięgało poza typowo polski, «heroiczny» sposób interpretacji romantycznych motywów, kierując się bardziej ku uniwersalnej problematyce egzystencjalnej i metafizycznej”. Justyna Żelasko proponuje włączenie dzieła Hasa do grona polskich przedstawicieli modernizmu filmowego, obok twórczości Tadeusza Konwickiego, Jerzego Kawalerowicza, Andrzeja Munka oraz Kazimierza Kutza. Na tle zjawisk takich jak szkoła polska, trzecie kino oraz kino moralnego niepokoju dzieło Hasa było jednak kinem osobnym. Jego produkcje wymagały bowiem starannego przygotowania do realizacji oraz wysokich nakładów finansowych, co po Lalce (1968) oraz Sanatorium pod Klepsydrą (1973) stawało się dla reżysera coraz trudniejsze.
Do głównych wątków jego twórczości należy oddziaływanie sztuki na życie człowieka, a także indywidualne doświadczenie czasu przeżywanego przez poszczególnych bohaterów w szerszym kontekście historycznym, filmowym oraz metafizycznym. Twórczość Hasa kryje w sobie ciąg różnorodnych odwołań do tradycji literatury europejskiej. Iwona Grodź pisze, iż „estetyka jego filmów wywodzi się z ducha poetyki ekspresji i kreacji, czyli baroku, romantyzmu i pośrednio – gotyku, modernizmu, i w końcu nadrealizmu”. Szczególną estymą u Hasa cieszył się surrealizm; reżyser zdradzał fascynację malarstwem Maksa Ernsta, Salvadora Dalego oraz André Massona, co Aleksander Jackiewicz komentował następującymi słowy: „gdyby Has został malarzem, to na pewno byłby surrealistą”.
Charakterystycznych motywów, które przewijają się przez filmy Hasa, jest kilka. Przede wszystkim bohaterowie jego filmów wielokrotnie spoglądają przez okno, co konotuje ich zdystansowanie i izolację. Ponadto bohaterowie przeglądają się w lustrach, co w przypadku kobiet oznacza nieuchronny upływ czasu, natomiast u mężczyzn – zatarcie symbolicznej granicy pomiędzy światem realnym a fantazją. Regularnie jako rekwizyt pojawia się również stary manuskrypt symbolizujący spisane przeznaczenie człowieka, przed którym człowiek nie może uciec. Na koniec w filmach Hasa regularnie uwidacznia się motyw marności istnienia (vanitas), który znajduje ujście w tak symbolicznych rekwizytach, jak zegar, zdmuchnięte świeczki, czarne ptactwo, obecność trupów oraz wyłupanych oczu. Jednocześnie spore miejsce w twórczości Hasa zajmuje egzotyka zarówno kultury prowincji (obecność elementów kultury Romów oraz Żydów), jak i tamtejszej architektury.
Charakterystyczny styl Hasa wyrastał jednak poza symbolikę. Reżyser regularnie stosował takie filmowe środki wyrazu, jak długie jazdy kamery, niskie ustawienia przywołujące na myśl żabią perspektywę, filmowanie bohaterów w drugim planie zza przeszkód wychodzących na plan pierwszy, a wraz z dojrzewaniem twórczości Hasa – także ostre cięcia kontrastujące z długimi ujęciami.

## Filmografia
| Rok  | Film                                                     | Uwagi                                      |
| ---- | -------------------------------------------------------- | ------------------------------------------ |
| 1947 | Harmonia                                                 | film krótkometrażowy                       |
| 1947 | Ulica Brzozowa                                           | impresja dokumentalna                      |
| 1949 | Parowóz PT 47                                            | filmy dokumentalne                         |
| 1950 | Moje miasto                                              | filmy dokumentalne                         |
| 1950 | Pierwszy plon                                            | filmy dokumentalne                         |
| 1951 | Mechanizacja robót ziemnych                              | filmy oświatowe                            |
| 1951 | Scentralizowana kontrola przebiegu produkcji             | filmy oświatowe                            |
| 1952 | Harcerze na zlocie                                       | filmy oświatowe                            |
| 1952 | Karmik Jankowy                                           | filmy oświatowe                            |
| 1952 | Zielarze z Kamiennej Doliny                              | filmy oświatowe                            |
| 1955 | Nasz zespół                                              | film dokumentalny                          |
| 1957 | Pętla                                                    | adaptacja opowiadania Marka Hłaski         |
| 1958 | Pożegnania                                               | adaptacja powieści Stanisława Dygata       |
| 1959 | Wspólny pokój                                            | adaptacja powieści Zbigniewa Uniłowskiego  |
| 1960 | Rozstanie                                                |                                            |
| 1961 | Złoto                                                    |                                            |
| 1962 | Jak być kochaną                                          | adaptacja opowiadania Kazimierza Brandysa  |
| 1964 | Rękopis znaleziony w Saragossie                          | adaptacja powieści Jana Potockiego         |
| 1966 | Szyfry                                                   | adaptacja opowiadania Andrzeja Kijowskiego |
| 1968 | Lalka                                                    | adaptacja powieści Bolesława Prusa         |
| 1973 | Sanatorium pod Klepsydrą                                 | adaptacja opowiadań Brunona Schulza        |
| 1982 | Nieciekawa historia                                      | adaptacja noweli Antoniego Czechowa        |
| 1984 | Pismak                                                   | adaptacja powieści Władysława Terleckiego  |
| 1985 | Osobisty pamiętnik grzesznika przez niego samego spisany | adaptacja powieści Jamesa Hogga            |
| 1988 | Niezwykła podróż Baltazara Kobera                        | adaptacja powieści Frédéricka Tristana     |

| Rok  | Film                                                    | Reżyser                                 |
| ---- | ------------------------------------------------------- | --------------------------------------- |
| 1997 | Wojciech Has (część cyklu Portrety reżyserów filmowych) | Tadeusz Junak                           |
| 1998 | Ze snu sen                                              | Adam Kuczyński                          |
| 1999 | Jabłko. O „Pożegnaniach” Wojciecha Hasa                 | Grzegorz Jankowski Jacek Szczerba       |
| 2005 | Niekończący się sen                                     | Wiktor Skrzynecki                       |
| 2010 | Najważniejszy                                           | Stanisław Zawiśliński Sławomir Rogowski |
| 2012 | Ślady                                                   | Robert Gliński                          |

## Nagrody indywidualne
| Rok  | Film                            | Festiwal                                                       | Nagroda                                      |
| ---- | ------------------------------- | -------------------------------------------------------------- | -------------------------------------------- |
| 1959 | Pożegnania                      | Międzynarodowy Festiwal Filmowy w Locarno                      | Nagroda FIPRESCI                             |
| 1963 | Jak być kochaną                 | Międzynarodowy Festiwal Filmowy w Cork                         | dyplom                                       |
| 1963 | Jak być kochaną                 | Międzynarodowy Festiwal Filmowy w Edynburgu                    | dyplom                                       |
| 1963 | Jak być kochaną                 | Międzynarodowy Festiwal Filmowy w San Francisco                | Grand Prix „Złote Wrota”                     |
| 1963 | Jak być kochaną                 | Czasopismo „Film”                                              | Złota Kaczka dla najlepszego polskiego filmu |
| 1964 | Jak być kochaną                 | Międzynarodowy Festiwal Filmowy w Bejrucie                     | Nagroda FIPRESCI                             |
| 1965 | Rękopis znaleziony w Saragossie | Międzynarodowy Festiwal Filmowy w San Sebastián                | Złote Pióro                                  |
| 1965 | Rękopis znaleziony w Saragossie | Międzynarodowy Festiwal Filmowy w San Sebastián                | Nagroda CiDALC                               |
| 1965 | Rękopis znaleziony w Saragossie | Międzynarodowy Festiwal Filmowy w Edynburgu                    | wyróżnienie                                  |
| 1969 | Rękopis znaleziony w Saragossie | Międzynarodowy Festiwal Filmów Fantastycznych i Grozy w Sitges | medal specjalny                              |
| 1969 | Lalka                           | Międzynarodowy Festiwal Filmowy w Panamie                      | Grand Prix                                   |
| 1971 | Rękopis znaleziony w Saragossie | Nagroda Krytyki Hiszpańskiej                                   | Nagroda                                      |
| 1973 | Sanatorium pod Klepsydrą        | Międzynarodowy Festiwal Filmowy w Cannes                       | Nagroda Jury                                 |
| 1974 | Sanatorium pod Klepsydrą        | Międzynarodowy Festiwal Filmów Fantastycznych w Trieście       | Złoty Asteroid                               |
| 2006 | Rękopis znaleziony w Saragossie | Czasopismo „Film”                                              | Złota Kaczka za film 60-lecia                |

## Odznaczenia, nagrody honorowe, upamiętnienie

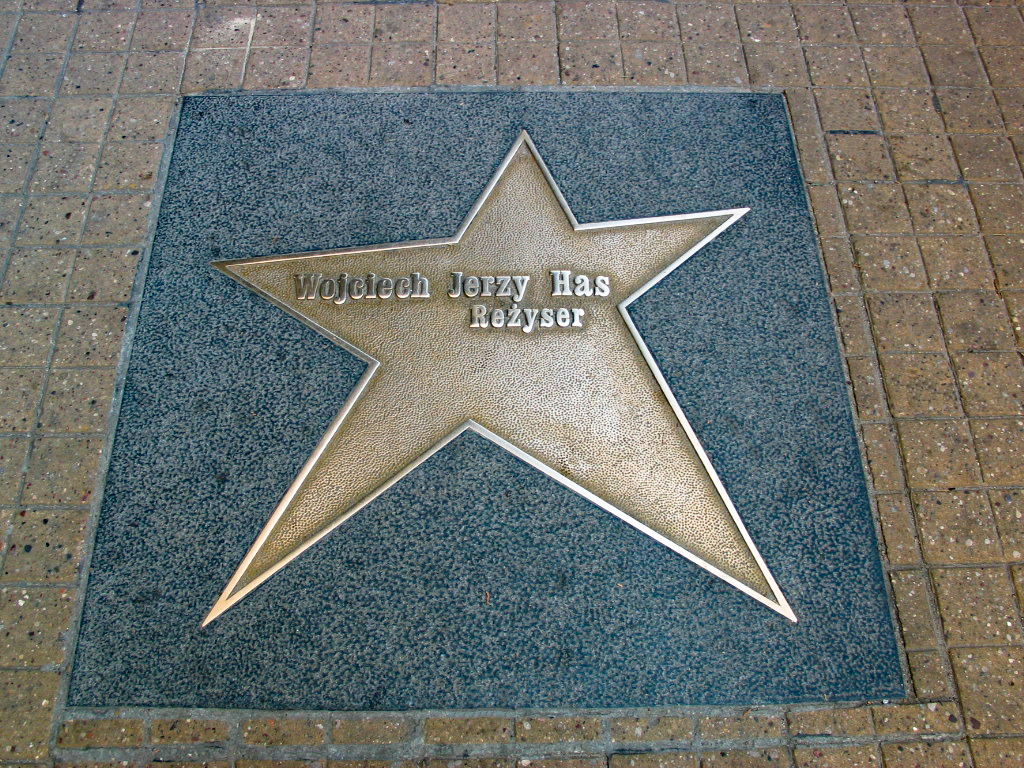
Gwiazda Wojciecha Jerzego Hasa w łódzkiej Alei Gwiazd (czerwiec 2006)

Wojciech Jerzy Has otrzymał odznaczenia:
- 1959 – Złoty Krzyż Zasługi,
- 1998 – Krzyż Komandorski z Gwiazdą Orderu Odrodzenia Polski.

Ponadto otrzymał tytuły:
- 1988 – tytuł honorowy Rady Państwa „Zasłużony dla kultury polskiej”,
- 2000 – tytuł doktora honoris causa Państwowej Wyższej Szkoły Filmowej, Telewizyjnej i Teatralnej w Łodzi (przyznany pośmiertnie).

Był także laureatem nagród:
- 1998 – „Artur”, przyznawanej przez Muzeum Kinematografii w Łodzi,
- 1998 – Polskiej Nagrody Filmowej za osiągnięcia życia,
- 2000 – Nagrody Honorowej dla polskiego reżysera za szczególną wrażliwość wizualną (na festiwalu Camerimage w Łodzi, przyznanej pośmiertnie),
- 21 października 2005 odsłonięto tablicę pamiątkową przedstawiającą Wojciecha Jerzego Hasa na budynku Wytwórni Filmów Fabularnych we Wrocławiu[100],
- 2015 – „Taśmy Pamięci” przyznanej przez polską sekcję Stowarzyszenia Krytyków Filmowych FIPRESCI z okazji Festiwalu Polskich Filmów Fabularnych (przyznanej pośmiertnie).

W 1998 w łódzkiej Alei Gwiazd odsłonięta została gwiazda reżysera, a od 2003 przyznawana jest nagroda jego imienia. 20 marca 2010 imię Hasa nadano Krakowskiej Szkole Filmowej. Od 21 maja 2010 imię reżysera zyskała jedna z par pociągów interREGIO, kursujących między Warszawą i Łodzią, natomiast w 2014 nadano je Centrum Technologii Audiowizualnych we Wrocławiu. Imieniem Wojciecha Hasa nazwano też w 2017 jedną z ulic w Łodzi, a w 2020 – skwer we Wrocławiu.
Uchwałą Senatu RP XI kadencji z 29 października 2024, rok 2025 ustanowiono „Rokiem Wojciecha Jerzego Hasa”.